# More Illicziwśk
More Illicziwśk (ukr. Міні-футбольний клуб «Море» Іллічівськ, Mini-Futbolnyj Kłub "More" Illicziwśk) – ukraiński klub futsalu, mający siedzibę w mieście Czarnomorsk (do 2015 Illicziwśk). Od sezonu 1997/98 do 2003/04 występował w futsalowej Wyższej Lidze Ukrainy.

## Historia
Chronologia nazw:
- 1997: More Illicziwśk (ukr. «Море» Іллічівськ)
- 2004: klub rozwiązano

Klub futsalowy More Illicziwśk został założony w Illicziwśku w 1997 roku. W sezonie 1997/98 zespół debiutował w profesjonalnych rozgrywkach Wyższej Ligi. Po zakończeniu rozgrywek został sklasyfikowany na 10 pozycji. W sezonie 2002/03 osiągnął największy sukces, zajmując piąte miejscu. Sezon 2003/04 zakończył na 9.miejscu. Ale potem zrezygnował z dalszych rozgrywek z powodu problemów finansowych.

## Barwy klubowe, strój
| Biały | Niebieski |

Zawodnicy klubu zazwyczaj grali swoje mecze domowe w białych lub niebieskich strojach.

## Sukcesy

### Trofea międzynarodowe
Nie uczestniczył w rozgrywkach europejskich (stan na 31-05-2019).

### Trofea krajowe
| \| \| Zdobyte trofea w rozgrywkach Ukrainy (stan na: 31-05-2019) \| |                                                            |      |          |
| Rozgrywki                                                           | Osiągnięcie                                                | Razy | Sezon(y) |
| · Mistrzostwo                                                       | I miejsce                                                  | 0    |          |
| · Mistrzostwo                                                       | II miejsce                                                 | 0    |          |
| · Mistrzostwo                                                       | III miejsce                                                | 0    |          |
| · Mistrzostwo                                                       | 5. miejsce                                                 | 1    | 2002/03  |
| Puchar                                                              | zdobywca                                                   | 0    |          |
| Puchar                                                              | finalista                                                  | 0    |          |
| II liga                                                             | I miejsce                                                  | 0    |          |
| II liga                                                             | II miejsce                                                 | 0    |          |
| II liga                                                             | III miejsce                                                | 0    |          |
| Ukraina                                                             | Zdobyte trofea w rozgrywkach Ukrainy (stan na: 31-05-2019) |      |          |

## Piłkarze i trenerzy klubu

### Trenerzy
?
 Ołeksandr Fadiejew (199?–200?)

## Struktura klubu

### Stadion
Klub rozgrywał swoje mecze domowe w Hali Pałacu Sportu Junist' w Czarnomorsku. Pojemność: 500 miejsc siedzących.